# Olao
Olao  è un nome proprio di persona italiano maschile.

## Varianti
- Maschili: Olavo[1], Olaf[2], Olav[2]

### Varianti in altre lingue
- Catalano: Olau[3]
- Danese: Olaf[4], Olav[4], Oluf[4]
  - Ipocoristici: Ole[4]
- Estone: Olev[4]
- Finlandese: Olavi[4], Uolevi[4]
  - Ipocoristici: Olli[4]
- Irlandese: Amhlaoibh[4], Amlaíb
- Islandese: Ólafur[4]
- Latino: Olaus, Olavus[1]
- Normanno: Olivier
- Norreno: Áleifr[4]
- Norvegese: Olaf[4], Olav[4]
  - Ipocoristici: Ola[4], Ole[4]
- Olandese: Olaf[4]
- Polacco: Olaf[4]
- Portoghese: Olavo[4]
- Scozzese: Amhlaidh[4], Aulay[4]
- Spagnolo: Olaf[3], Olavo[3]
- Svedese: Olof[4], Olov[4]
  - Ipocoristici: Ola[4], Olle[4]
- Tedesco: Olaf[4]

## Origine e diffusione
Nome di scarsissima diffusione in Italia, è un adattamento di Olaf, nome ben attestato con molte varianti in Scandinavia. Etimologicamente, deriva dal norreno Áleifr, composto da anu (o ano, "antenato", da cui anche Åke) e leifr ("discendente", da læfan, "lasciare", da cui anche Gleb, Torleif, Elof e Leif); il significato può quindi essere interpretato come "discendente degli antenati" o "reliquia degli antenati", "lascito degli antenati". Dalla forma normanna del nome, Olivier, deriva il nome Oliviero.
Il nome è ampiamente diffuso in Norvegia per la venerazione verso sant'Olaf. 
In rari casi, "Olao" può anche costituire un ipocoristico nato per aferesi da nomi quali Menelao ed Ermolao. Va inoltre notato che la forma abbreviata svedese Ola coincide con Ola, un ipocoristico polacco di Aleksandra.

## Onomastico
L'onomastico si può festeggiare il 29 luglio in ricordo di sant'Olaf, re di Norvegia e martire a Stiklestad, o il giorno successivo, il 30 luglio, in memoria di sant'Olaf, re di Svezia e martire presso Stoccolma.

## Persone
- Olao Cerini, calciatore e allenatore di calcio italiano
- Olao Magno, umanista, geografo ed ecclesiastico svedese

### Variante Olaf

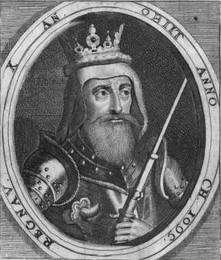
Olaf I di Danimarca

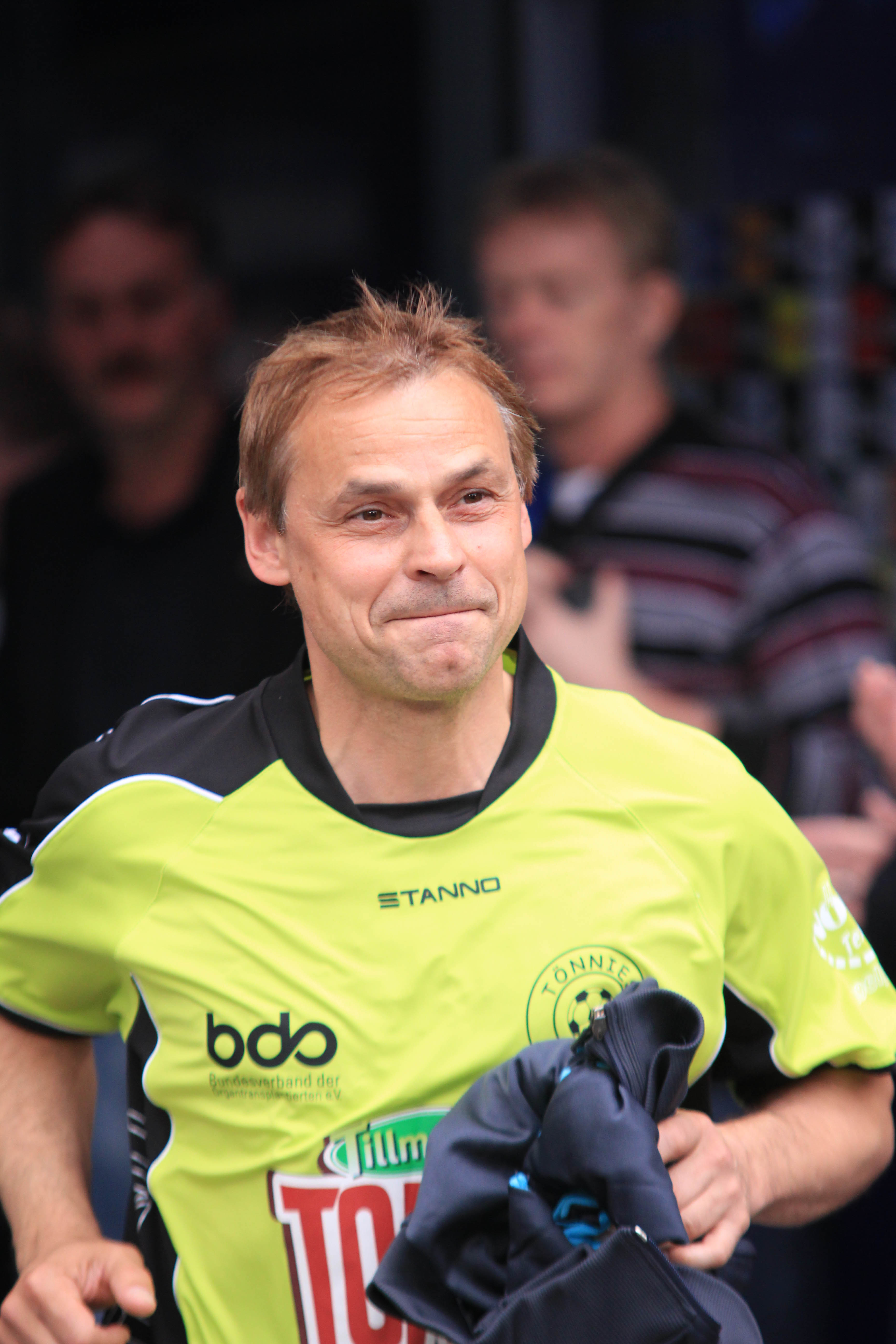
Olaf Thon

- Olaf I di Danimarca, re di Danimarca
- Olaf I di Norvegia, re di Norvegia
- Olaf II di Norvegia, re di Norvegia e santo
- Olaf IV di Norvegia, re di Danimarca e Norvegia
- Olaf il Bianco, re del mare vichingo
- Olaf Kyrre, re di Norvegia
- Olaf Hampel, bobbista tedesco
- Olaf Heredia, calciatore messicano
- Olaf Heukrodt, canoista tedesco
- Olaf Hoffsbakken, sciatore nordico norvegese
- Olaf Kölzig, hockeista su ghiaccio tedesco
- Olaf Lindenbergh, calciatore olandese
- Olaf Ludwig, ciclista su strada tedesco
- Olaf Marschall, calciatore tedesco
- Olaf Pollack, ciclista su strada e pistard tedesco
- Olaf Stapledon, scrittore e filosofo britannico
- Olaf Thon, calciatore tedesco
- Olaf Thorsen, chitarrista italiano
- Olaf Tufte, canottiere norvegese

### Variante Olav

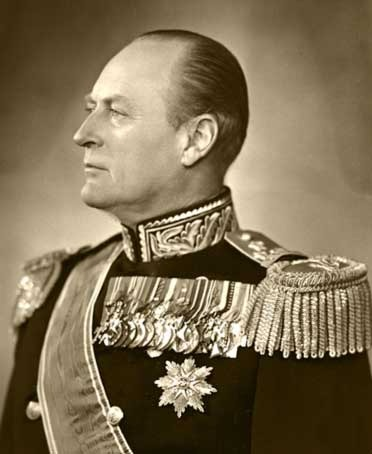
Olav V di Norvegia

- Olav Magnusson di Norvegia, re di Norvegia
- Olav V di Norvegia, re di Norvegia
- Olav Aukrust, poeta norvegese
- Olav Bjaaland, sciatore nordico ed esploratore norvegese
- Olav Tuelo Johannesen, calciatore norvegese
- Olav Nilsen, calciatore norvegese
- Olav Ulvestad, scacchista statunitense
- Olav Zanetti, calciatore norvegese

### Variante Olavi

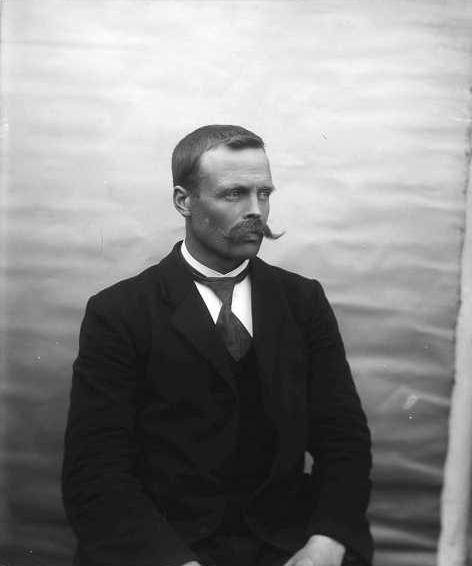
Olav Bjaaland

- Olavi Alakulppi, fondista finlandese
- Olavi Laiho, militare finlandese
- Olavi Mannonen, pentatleta finlandese
- Olavi Rokka, pentatleta finlandese
- Olavi Salminen, pentatleta finlandese

### Variante Olof
- Olof (II) Björnsson, re svedese
- Olof III di Svezia, re svedese

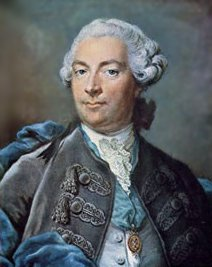
Olof af Acrel

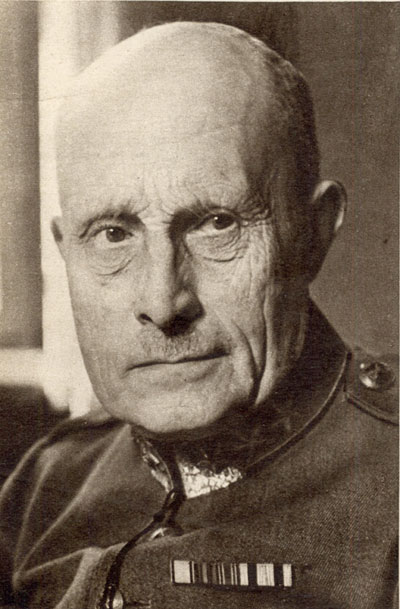
Olof Thörnell

- Olof lo Sfacciato, condottiero danese
- Olof af Acrel, chirurgo svedese
- Olof Gigon, docente, filologo e storico della filosofia svizzero
- Olof Lagercrantz,scrittore, biografo e critico letterario svedese
- Olof Mellberg, calciatore svedese
- Olof Molander, regista teatrale e regista svedese
- Olof Mörck, chitarrista svedese
- Olof Palme, politico svedese
- Olof Swartz, naturalista, botanico e tassonomista svedese
- Olof Tegström, inventore svedese
- Olof Thörnell, generale svedese
- Olof von Dalin, poeta e storico svedese

### Variante Olaus
- Olaus Laurentii, religios svedese
- Olaus Martini, religioso svedese
- Olaus Petri, religioso svedese
- Olaus Rudbeck, scienziato e scrittore svedese
- Olaus Rudbeck il Giovane, esploratore e scienziato svedese

### Variante Ólafur

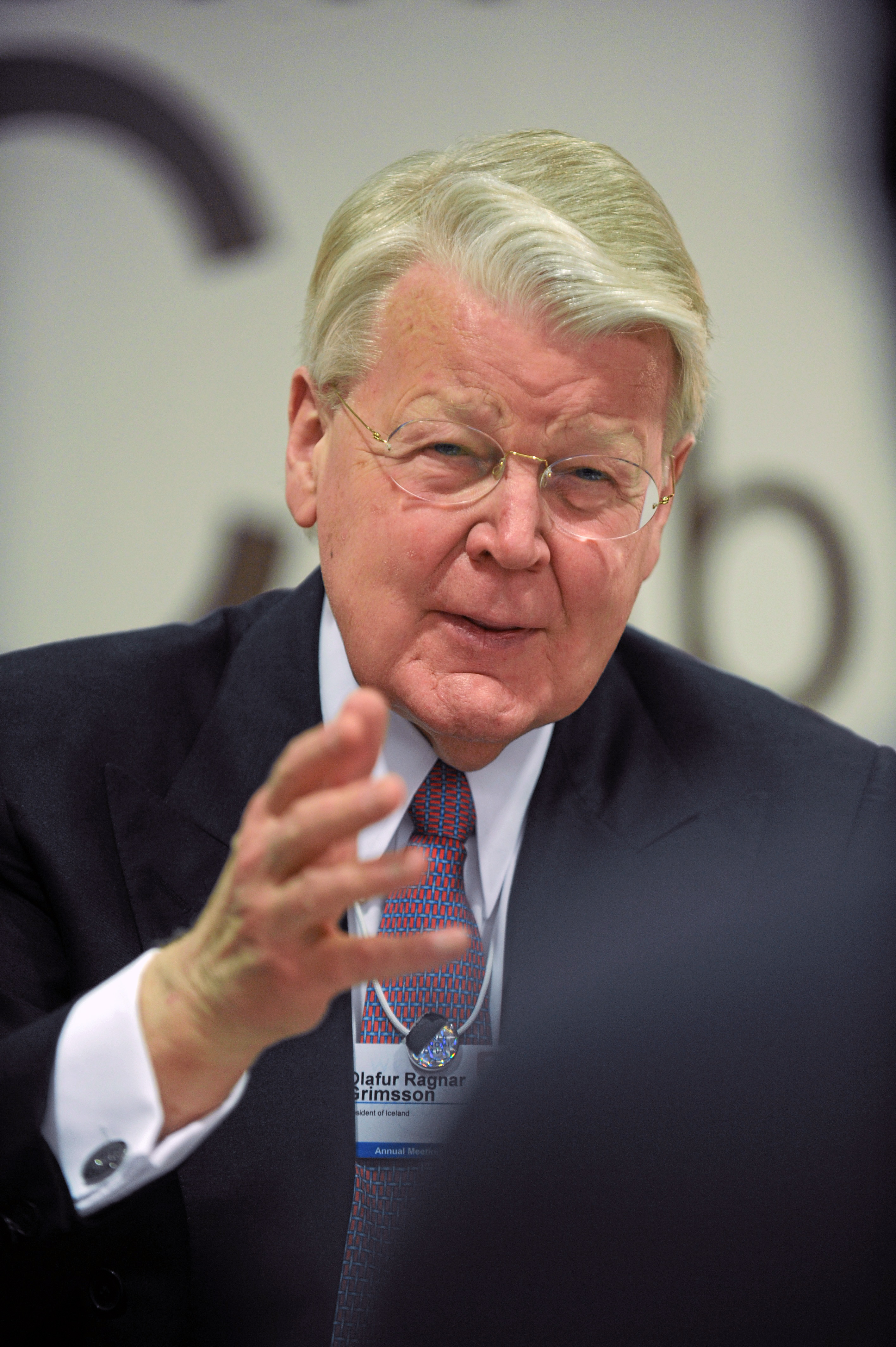
Ólafur Ragnar Grímsson

- Ólafur Arnalds, musicista islandese
- Ólafur Örn Bjarnason, calciatore islandese
- Ólafur Elíasson, artista danese
- Ólafur Gottskálksson, calciatore islandese
- Ólafur Ragnar Grímsson, politico islandese
- Ólafur Kristjánsson, calciatore e allenatore di calcio islandese
- Ólafur Jóhann Ólafsson, scrittore e manager islandese
- Ólafur Ingi Skúlason, calciatore islandese
- Ólafur Stígsson, calciatore islandese
- Ólafur Þórðarson, calciatore e allenatore di calcio islandese

### Variante Ola

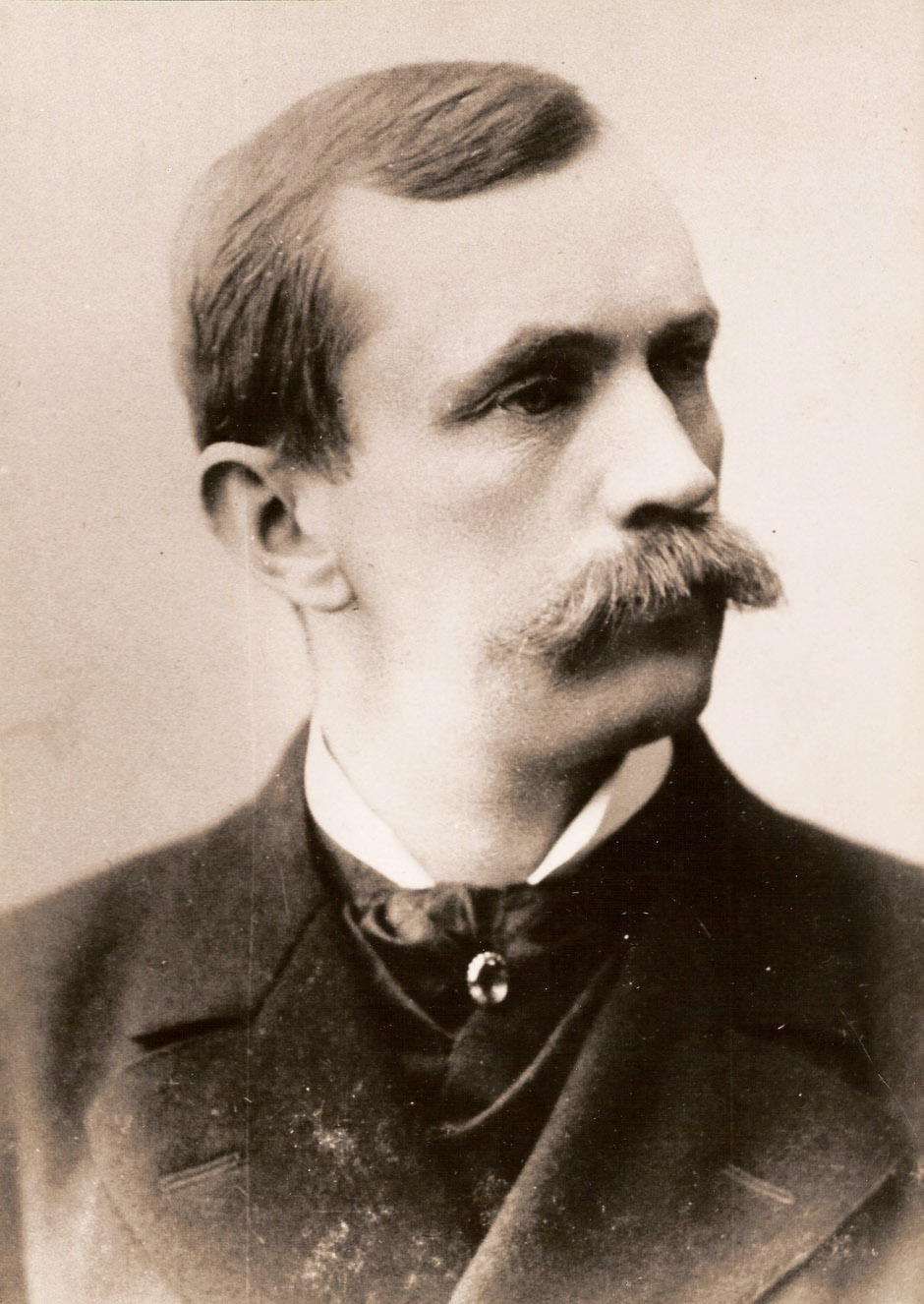
Ola Hansson

- Ola Brynhildsen, calciatore norvegese
- Ola By Rise, calciatore e allenatore di calcio norvegese
- Ola Håkansson, cantante, paroliere, produttore discografico, sceneggiatore e attore svedese
- Ola Hansson, poeta, scrittore e critico letterario svedese
- Ola Vigen Hattestad, fondista norvegese
- Ola Kaibjer, schermidore svedese
- Ola Kamara, calciatore norvegese
- Ola Rapace, attore svedese
- Ola Salo, musicista svedese
- Ola Toivonen, calciatore svedese
- Ola Ullsten, politico svedese

### Variante Ole

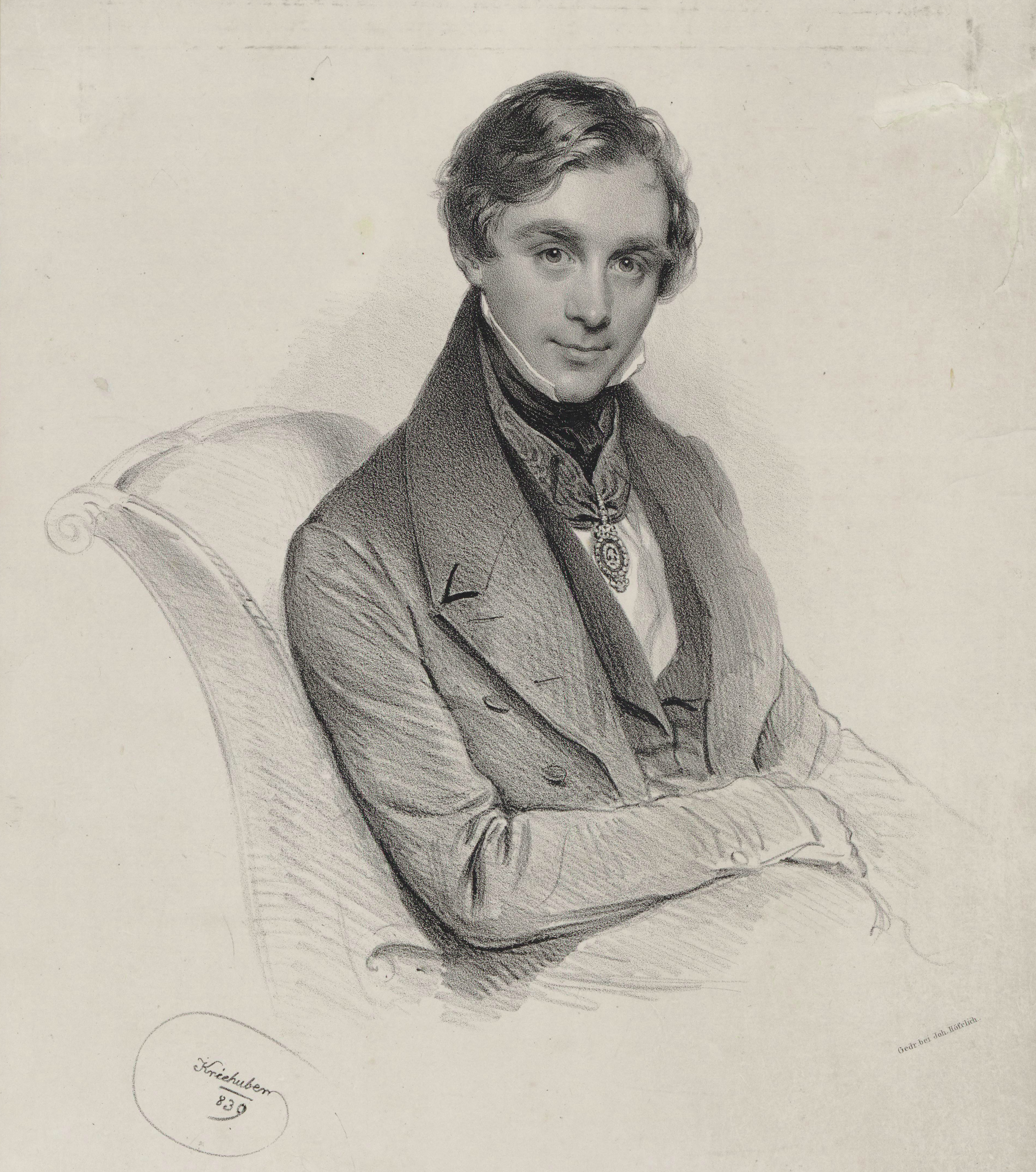
Ole Bull

- Ole Edvard Antonsen, trombettista norvegese
- Ole Einar Bjørndalen, biatleta e fondista norvegese
- Ole Bull, violinista e compositore norvegese
- Ole Henrik Laub, scrittore danese
- Ole Nydahl, scrittore e insegnante buddhista danese
- Ole Olsen, attore e comico statunitense
- Ole Rømer, astronomo danese
- Ole Gunnar Solskjær, calciatore norvegese
- Ole von Beust, politico tedesco
- Ole Worm, medico, biologo e filologo danese

### Variante Amlaíb

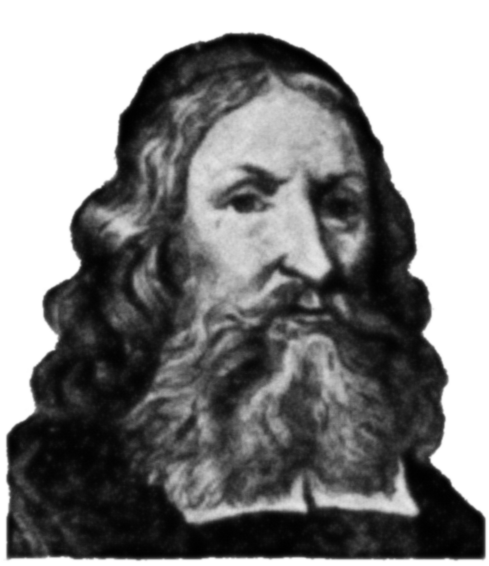
Olov Svebilius

- Amlaíb Conung, capo vichingo-gaelico o norsemen in Irlanda e Scozia
- Amlaíb Cuarán, vichingo-gaelico re di Northumbria e di Dublino
- Amlaíb mac Gofraid, vichingo-gaelico re di Dublino
- Amlaíb mac Sitriuc II, figlio di Sigtrygg Barba di Seta

### Altre varianti
- Olavo, calciatore brasiliano
- Olavo Bilac, giornalista, poeta e scrittore brasiliano
- Uolevi Manninen, cestista finlandese
- Olavo Rodrigues Barbosa, calciatore brasiliano
- Olov Svebilius, religioso svedese
- Óláfr Trételgja, re svedese

## Il nome nelle arti
- Olaf, meglio conosciuto come Il Cuoco Svedese (The Swedish Chef), è un personaggio del Muppet Show.
- Olaf è un personaggio della serie a fumetti Peanuts.
- Olaf è un personaggio del film d'animazione del 2013 Frozen - Il regno di ghiaccio.
- Il Conte Olaf è un personaggio della serie di romanzi Una serie di sfortunati eventi scritti da Lemony Snicket.